# 24 uur van Daytona

Daytona International Speedway

Samen met de 24 uur van Le Mans en de 12 uren van Sebring zijn de 24 uren van Daytona een van de drie grote uithoudingsraces van het autosportseizoen.
Deze wedstrijd wordt jaarlijks verreden op de Daytona International Speedway in Daytona Beach (Florida), waarbij zowel gebruik wordt gemaakt van het smalle en bochtige infield als de snelle banking van de speedway. De wedstrijd wordt traditiegetrouw gereden eind januari/begin februari. Omdat de nachten dan nog lang zijn wordt een groot gedeelte van de wedstrijd in het donker verreden, wat de race extra lastig maakt. De 24 uur van Le Mans wordt in juni verreden, als de nachten juist erg kort zijn.

## Geschiedenis
De 24 uur van Daytona begonnen in 1962 als een 3-uursrace. In 1964 werd het een wedstrijd die verreden werd over 2000 km. Vanaf 1966 werd het ten slotte een 24-uursrace.
In de jaren zestig werd de wedstrijd - net zoals de 24 uur van Le Mans - gekenmerkt door het duel Ford-Ferrari. Nadat Ferrari in 1967 de Ford GT's verslagen had, noemde het zijn sportwagen zelfs Ferrari Daytona. In de jaren 70 en 80 waren de Porsches heer en meester in Daytona. Porsche won niet minder dan twintigmaal de 24 uur van Daytona. Pas vanaf de jaren 90 verschenen er nieuwe merken als winnaar aan de finishlijn, zoals daar waren Jaguar, Nissan, Toyota, Oldsmobile, Riley & Scott, Dodge, Corvette, Judd Dallara en Pontiac. 
De 24 uren van Daytona tellen mee voor de Grand-Am series, een Amerikaans kampioenschap voor sportwagens. De wagens die aan dit kampioenschap deelnemen zijn minder krachtig dan de sportwagens die deelnemen aan de 24 uur van Le Mans en de ALMS (American Le Mans Series).
In 1991 verving Rolex Sunbank als hoofdsponsor van het evenement.

## Erelijst
In 1962 en 1963 duurde de race 3 uur, in 1972 duurde deze 6 uur en in 1964 en 1965 werd er een afstand van 2000 kilometer afgelegd. De rest van de races hadden allemaal een lengte van 24 uur.
| Jaar | Editie                                    | Winnaars                                                                                                  | Team                                      | Auto                                      | Ronden                                    | Afstand                                   |
| ---- | ----------------------------------------- | --- | ----------------------------------------- | ----------------------------------------- | ----------------------------------------- | ----------------------------------------- |
| 2025 | 63                                        | Felipe Nasr Nick Tandy Laurens Vanthoor                                                                   | Porsche Penske Motorsport                 | Porsche 963                               | 781                                       | 4474,35 km                                |
| 2024 | 62                                        | Dane Cameron Matt Campbell Felipe Nasr Josef Newgarden                                                    | Porsche Penske Motorsport                 | Porsche 963                               | 791                                       | 4531,85 km                                |
| 2023 | 61                                        | Tom Blomqvist Colin Braun Hélio Castroneves Simon Pagenaud                                                | Meyer Shank Racing with Curb-Agajanian    | Acura ARX-06                              | 783                                       | 4486,01 km                                |
| 2022 | 60                                        | Tom Blomqvist Hélio Castroneves Oliver Jarvis Simon Pagenaud                                              | Meyer Shank Racing with Curb-Agajanian    | Acura ARX-05                              | 761                                       | 4359,97 km                                |
| 2021 | 59                                        | Filipe Albuquerque Hélio Castroneves Alexander Rossi Ricky Taylor                                         | Wayne Taylor Racing                       | Acura ARX-05                              | 807                                       | 4623,52 km                                |
| 2020 | 58                                        | Ryan Briscoe Scott Dixon Kamui Kobayashi Renger van der Zande                                             | Wayne Taylor Racing                       | Cadillac DPi-V.R                          | 833                                       | 4772,48 km                                |
| 2019 | 57                                        | Jordan Taylor Fernando Alonso Renger van der Zande Kamui Kobayashi                                        | Wayne Taylor Racing                       | Cadillac DPi-V.R                          | 593                                       | 3236,52 km                                |
| 2018 | 56                                        | João Barbosa Filipe Albuquerque Christian Fittipaldi                                                      | Mustang Sampling Racing                   | Cadillac DPi-V.R                          | 808                                       | 4629,84 km                                |
| 2017 | 55                                        | Max Angelelli Jeff Gordon Jordan Taylor Ricky Taylor                                                      | Wayne Taylor Racing                       | Cadillac DPi-V.R                          | 659                                       | 3776,07 km                                |
| 2016 | 54                                        | Ed Brown Johannes van Overbeek Scott Sharp Pipo Derani                                                    | Tequila Patrón ESM                        | Ligier JS P2                              | 736                                       | 4216,739 km                               |
| 2015 | 53                                        | Scott Dixon Tony Kanaan Kyle Larson Jamie McMurray                                                        | Chip Ganassi Racing                       | Riley Mk. XXVI                            | 740                                       | 4239,656 km                               |
| 2014 | 52                                        | João Barbosa Christian Fittipaldi Sébastien Bourdais                                                      | Action Express Racing                     | Coyote-Corvette DP                        | 695                                       | 3981,839 km                               |
| 2013 | 51                                        | Juan Pablo Montoya Charlie Kimball Scott Pruett Memo Rojas                                                | Chip Ganassi Racing                       | Riley Mk. XXVI                            | 709                                       | 4062,05 km                                |
| 2012 | 50                                        | A.J. Allmendinger Oswaldo Negri jr. John Pew Justin Wilson                                                | Michael Shank Racing with Curb-Agajanian  | Riley Mk. XXVI                            | 761                                       | 4359,97 km                                |
| 2011 | 49                                        | Joey Hand Graham Rahal Scott Pruett Memo Rojas                                                            | Telmex Chip Ganassi Racing                | Riley Mk. XX                              | 721                                       | 4125,60 km                                |
| 2010 | 48                                        | João Barbosa Terry Borcheller Ryan Dalziel Mike Rockenfeller                                              | Action Express Racing                     | Riley Mk. XI                              | 755                                       | 4326,15 km                                |
| 2009 | 47                                        | David Donohue Antonio García Darren Law Buddy Rice                                                        | Brumos Racing                             | Riley Mk. XI                              | 735                                       | 4211,009 km                               |
| 2008 | 46                                        | Juan Pablo Montoya Dario Franchitti Scott Pruett Memo Rojas                                               | Telmex Ganassi Racing                     | Riley Mk. XI                              | 695                                       | 3981,839 km                               |
| 2007 | 45                                        | Juan Pablo Montoya Salvador Durán Scott Pruett                                                            | Telmex Ganassi Racing                     | Riley Mk. XI                              | 668                                       | 3826,972 km                               |
| 2006 | 44                                        | Scott Dixon Dan Wheldon Casey Mears                                                                       | Target Ganassi Racing                     | Riley Mk. XI                              | 734                                       | 4205,82 km                                |
| 2005 | 43                                        | Max Angelelli Wayne Taylor Emmanuel Collard                                                               | SunTrust Racing                           | Riley Mk. XI                              | 710                                       | 4068,300 km                               |
| 2004 | 42                                        | Christian Fittipaldi Terry Borcheller Forest Barber Andy Pilgrim                                          | Bell Motorsports                          | Doran JE4                                 | 526                                       | 3013,98 km                                |
| 2003 | 41                                        | Kevin Buckler Michael Schrom Timo Bernhard Jörg Bergmeister                                               | The Racer's Group                         | Porsche 911 GT3                           | 695                                       | 3981,839 km                               |
| 2002 | 40                                        | Didier Theys Fredy Lienhard Max Papis Mauro Baldi                                                         | Doran Lista Racing                        | Dallara SP1                               | 716                                       | 4102,153 km                               |
| 2001 | 39                                        | Ron Fellows Chris Kneifel Franck Fréon Johnny O'Connell                                                   | Corvette Racing                           | Chevrolet Corvette C5-R                   | 656                                       | 3758,398 km                               |
| 2000 | 38                                        | Olivier Beretta Dominique Dupuy Karl Wendlinger                                                           | Viper Team Oreca                          | Dodge Viper GTS-R                         | 723                                       | 4142,258 km                               |
| 1999 | 37                                        | Elliott Forbes-Robinson Butch Leitzinger Andy Wallace                                                     | Dyson Racing Team Inc.                    | Riley & Scott Mk. III                     | 708                                       | 4056,319 km                               |
| 1998 | 36                                        | Mauro Baldi Arie Luyendyk Gianpiero Moretti Didier Theys                                                  | Doran-Moretti Racing                      | Ferrari 333 SP                            | 711                                       | 4073,507 km                               |
| 1997 | 35                                        | Rob Dyson James Weaver Butch Leitzinger Andy Wallace John Paul jr. Elliott Forbes-Robinson John Schneider | Dyson Racing                              | Riley & Scott Mk. III                     | 690                                       | 3953,192 km                               |
| 1996 | 34                                        | Wayne Taylor Scott Sharp Jim Pace                                                                         | Doyle Racing                              | Riley & Scott Mk. III                     | 697                                       | 3993,298 km                               |
| 1995 | 33                                        | Jürgen Lässig Christophe Bouchut Giovanni Lavaggi Marco Werner                                            | Kremer Racing                             | Kremer K8 Spyder                          | 690                                       | 3953,192 km                               |
| 1994 | 32                                        | Paul Gentilozzi Scott Pruett Butch Leitzinger Steve Millen                                                | Cunningham Racing                         | Nissan 300ZX                              | 707                                       | 4050,090 km                               |
| 1993 | 31                                        | P.J. Jones Mark Dismore Rocky Moran                                                                       | All American Racers                       | Toyota Eagle MkIII                        | 698                                       | 3999,027 km                               |
| 1992 | 30                                        | Masahiro Hasemi Kazuyoshi Hoshino Toshio Suzuki                                                           | Nissan Motorsports Intl.                  | Nissan R91CP                              | 762                                       | 4365,700 km                               |
| 1991 | 29                                        | Hurley Haywood John Winter Frank Jelinski Henri Pescarolo Bob Wollek                                      | Joest Racing                              | Porsche 962C                              | 719                                       | 4119,341 km                               |
| 1990 | 28                                        | Davy Jones Jan Lammers Andy Wallace                                                                       | Castrol Jaguar Racing                     | Jaguar XJR-12D                            | 761                                       | 4359,970 km                               |
| 1989 | 27                                        | John Andretti Derek Bell Bob Wollek                                                                       | Miller High Life/BF Goodrich 962          | Porsche 962                               | 621                                       | 3557,873 km                               |
| 1988 | 26                                        | Raul Boesel Martin Brundle John Nielsen Jan Lammers                                                       | Castrol Jaguar Racing                     | Jaguar XJR-9                              | 728                                       | 4170,905 km                               |
| 1987 | 25                                        | Al Holbert Derek Bell Chip Robinson Al Unser jr.                                                          | Löwenbräu Holbert Racing                  | Porsche 962                               | 753                                       | 4314,136 km                               |
| 1986 | 24                                        | Al Holbert Derek Bell Al Unser jr.                                                                        | Löwenbräu Holbert Racing                  | Porsche 962                               | 712                                       | 4079,236 km                               |
| 1985 | 23                                        | A.J. Foyt Bob Wollek Al Unser sr. Thierry Boutsen                                                         | Henn's Swap Shop Racing                   | Porsche 962                               | 703                                       | 4027,673 km                               |
| 1984 | 22                                        | Sarel van der Merwe Tony Martin Graham Duxbury                                                            | Kreepy Krauly Racing                      | March 83G                                 | 640                                       | 3986,023 km                               |
| 1983 | 21                                        | A.J. Foyt Preston Henn Bob Wollek Claude Ballot-Léna                                                      | Henn's Swap Shop Racing                   | Porsche 935L                              | 618                                       | 3819,167 km                               |
| 1982 | 20                                        | John Paul sr. John Paul jr. Rolf Stommelen                                                                | JLP Racing                                | Porsche 935 JLP-3                         | 719                                       | 4443,334 km                               |
| 1981 | 19                                        | Bobby Rahal Brian Redman Bob Garretson                                                                    | Garretson Racing/Style Auto               | Porsche 935 K3                            | 708                                       | 4375,355 km                               |
| 1980 | 18                                        | Rolf Stommelen Volkert Merl Reinhold Joest                                                                | L&M Joest Racing                          | Porsche 935J                              | 715                                       | 4418,615 km                               |
| 1979 | 17                                        | Hurley Haywood Ted Field Danny Ongais                                                                     | Interscope Racing                         | Porsche 935/79                            | 684                                       | 4227,039 km                               |
| 1978 | 16                                        | Peter Gregg Rolf Stommelen Toine Hezemans                                                                 | Brumos Porsche                            | Porsche 935/77                            | 680                                       | 4202,319 km                               |
| 1977 | 15                                        | Hurley Haywood John Graves Dave Helmick                                                                   | Ecurie Escargot                           | Porsche Carrera RSR                       | 681                                       | 4208,499 km                               |
| 1976 | 14                                        | Peter Gregg Brian Redman John Fitzpatrick                                                                 | BMW of North America                      | BMW 3.0 CSL                               | 545                                       | 3368,035 km                               |
| 1975 | 13                                        | Peter Gregg Hurley Haywood                                                                                | Brumos Porsche                            | Porsche Carrera RSR                       | 684                                       | 4194,015 km                               |
| 1974 | Niet verreden door de oliecrisis van 1973 | Niet verreden door de oliecrisis van 1973                                                                 | Niet verreden door de oliecrisis van 1973 | Niet verreden door de oliecrisis van 1973 | Niet verreden door de oliecrisis van 1973 | Niet verreden door de oliecrisis van 1973 |
| 1973 | 12                                        | Peter Gregg Hurley Haywood                                                                                | Brumos Porsche                            | Porsche Carrera RSR                       | 670                                       | 4108,172 km                               |
| 1972 | 11                                        | Mario Andretti Jacky Ickx                                                                                 | SpA Ferrari SEFAC                         | Ferrari 312 PB                            | 194                                       | 1189,531 km                               |
| 1971 | 10                                        | Pedro Rodríguez Jackie Oliver                                                                             | J.W. Automotive Engineering               | Porsche 917K                              | 688                                       | 4218,542 km                               |
| 1970 | 9                                         | Pedro Rodríguez Leo Kinnunen Brian Redman                                                                 | J.W. Engineering                          | Porsche 917K                              | 724                                       | 4439,279 km                               |
| 1969 | 8                                         | Mark Donohue Chuck Parsons                                                                                | Roger Penske Sunoco Racing                | Lola T70 Mk.3B                            | 626                                       | 3838,382 km                               |
| 1968 | 7                                         | Vic Elford Jochen Neerpasch Rolf Stommelen Jo Siffert Hans Herrmann                                       | Porsche System Engineering                | Porsche 907LH                             | 673                                       | 4126,567 km                               |
| 1967 | 6                                         | Lorenzo Bandini Chris Amon                                                                                | SpA Ferrari SEFAC                         | Ferrari 330 P4                            | 666                                       | 4083,646 km                               |
| 1966 | 5                                         | Ken Miles Lloyd Ruby                                                                                      | Shelby-American Inc.                      | Ford GT40 Mk. II                          | 678                                       | 4157,222 km                               |
| 1965 | 4                                         | Ken Miles Lloyd Ruby                                                                                      | Shelby-American Inc.                      | Ford GT                                   | 327                                       | 2001,010 km                               |
| 1964 | 3                                         | Pedro Rodríguez Phil Hill                                                                                 | North American Racing Team                | Ferrari 250 GTO                           | 327                                       | 2002,925 km                               |
| 1963 | 2                                         | Pedro Rodríguez                                                                                           | North American Racing Team                | Ferrari 250 GTO                           | 81                                        | 494,551 km                                |
| 1962 | 1                                         | Dan Gurney                                                                                                | Frank Arciero                             | Lotus 19B                                 | 82                                        | 502,791 km                                |